# Ниггелинг, Вилли
Вилли Ниггелинг (нем. Willi Niggeling; 3 февраля 1900, Изерлон — 9 апреля 1973, Франкфурт-на-Майне) — немецкий пианист, композитор и музыкальный педагог.
В 1931 г. вступил в НСДАП.
Во время Второй мировой войны был призван на службу в вермахт, воевал на Восточном фронте, затем попал в советский плен. Был слушателем школы антифашистов в Москве. В 1949 году вернулся в ГДР. Заведовал музыкальным отделом в Министерстве народного образования ГДР, входил в состав Государственной комиссии по делам искусства.
В 1951—1955 гг. ректор Веймарской Высшей школы музыки. Затем вступил в конфликт с государственными органами, определявшими культурную политику. В 1955—1958 гг. преподавал фортепиано в Галле. В 1958 году переселился в Западный Берлин. С 1959 г. преподавал в Ганноверской Высшей школе музыки, затем с 1961 г. во Франкфуртской Высшей школе музыки, с 1964 г. заместитель директора. С 1968 г. на пенсии.
Автор сонаты для альта и фортепиано (1950), многочисленных фортепианных сочинений (в том числе Вариаций и рондо на тему Мусоргского, 1958), хоровых и вокальных произведений. Из педагогических работ Ниггелинга наибольшую известность получил учебник по фортепианной импровизации (нем. Klavierimprovisation; 1964), выпущенный авторитетным издательством Breitkopf & Härtel.